# Stijn Raeymaekers
Stijn Raeymaekers (Herenthout, 1976) is een Belgisch politicus voor de lokale partij Eenheid in Herenthout.

## Biografie
Hij behaalde in 1999 zijn diploma van licentiaat in de rechten aan de Universitaire Instelling Antwerpen. Later dat jaar startte hij als advocaat aan de balie in Turnhout. Sindsdien is hij gespecialiseerd in onder meer burgerlijk en ondernemingsrecht.
In 2006 kwam hij een eerste keer op bij de gemeenteraadsverkiezingen op de lokale lijst Eenheid. Deze partij ontstond in de jaren ‘90 uit de lokale afdeling van de Volksunie. Raeymaekers werd verkozen en werd meteen schepen, bevoegd voor cultuur, financiën en verkeer. Bij de daaropvolgende gemeenteraadsverkiezingen in 2012 ruilde coalitiepartner GBL Eenheid in voor CD&V, waardoor de partij in de oppositie terecht kwam.
Bij de gemeenteraadsverkiezingen van 2018 was hij lijsttrekker van de kartellijst Eenheid-N-VA. De partij behaalde 8 zetels en sloot een coalitie met CD&V, dat 3 zetels behaalde. Dit leverde een meerderheid op van 11 op 19 zetels. Stijn Raeymaekers werd met 1.028 voorkeursstemmen verkozen en werd zo de nieuwe burgemeester van Herenthout. Bij de lokale verkiezingen van 2024 was Raeymaekers geen kandidaat voor een verlenging van zijn mandaat als burgemeester en besloot hij de actieve politiek te verlaten. In december 2024 liep zijn burgemeesterschap af. 

## Privé
Raeymaekers is gehuwd en heeft twee kinderen.